# حورية البحر (مسلسل تلفزيوني)
حورية البحر (بالإنجليزية: The Little Mermaid) مسلسل من إنتاج قناة دزني بدا عام 1992-1994 و عرض على قناة ديزني في عام 1997-2001 عدد الحلقات 31. عدد المواسم 3 وايضاً له ثلاثة أفلام.

## النسخة العربية

### النسخة العربية المصرية (1995)

#### الأداء الصوتي
- رولا زكي - آريال
- عبدالله سعد - عثمان
- عادل المهيلمي - شيبان
- أحمد اللوزي - فلتة
- عمرو محمد علي - شكشك
- حنان يوسف - أرسولة
- شريف بشاي
- محمود اللوزي
- سامح الآغا
- مروة عبد الغفار
- رشا أبو الريش

#### الأغاني
- لو كنت واحد من العصابة

غناء: سامح الآغا، شريف بشاي
- شوية حب

غناء: رولا زكي
- يالا قوام على النوم

غناء: سامح الآغا، شريف بشاي
- سيبك من عثمان

غناء: رولا زكي
- لازم تغني غنوة سعيدة

غناء: رولا زكي، علي قاعود
- لازم ترضى بحالك

غناء: عبدالله سعد
- حنعوم سواسوا

غناء: رولا زكي
- يالا أهرجو من هنا على طول

غناء: عبد الله سعد
- الضحكة

غناء: عبد الله سعد
- اوعى تتشاكل معايا

غناء: رولا زكي
- انسجام

غناء: رولا زكي
- ادي الحياة

غناء: عبد الله سعد
- اوعى تيأس

غناء: رولا زكي، عبد الله سعد
- ادوني الامان

غناء: ماجد الكدواني
- روح للشط

غناء: عبد الله سعد
- كلو يحيي ابوللو

غناء: ايهاب الشاوي، شريف بشاي
- لو نفسك تكون زيي تمام

غناء: محمود اللوزي

#### الطاقم التقني والاستوديو
- إخراج: إيهاب الشاوي
- ترجمة وإعداد: مي خالد
- إخراج غنائي: أشرف سويلم، إيهاب الشاوي
- أشعار: مي خالد
- إشراف فني: عائشة سليم
- ستوديو الدوبلاج: فيديو 2000
- ستوديو التسجيل: امباير ستوديوز

### النسخة العربية الفصحى (2016)

#### الأداء الصوتي
- إيناس صبري - أريل
- عبدالله سعد - عثمان المحارة
- أحمد خليل - شيبان
- ياسمين ياسر - فتلة
- أية خميس
- سالي قنديل
- أميرة عامر
- أية عادل
- هاني عبد الحي
- هاشم هاني
- جيهاد أبو العنين

#### الطاقم التقني والستوديو
- ستوديو الدوبلاج:  مصرية ميديا
- إخراج الحوار: آية عادل
- ترجمة الحوار: بسمة البربري

## روابط خارجية
حورية البحر على موقع IMDb (الإنجليزية)
- حورية البحر على موقع روتن توميتوز (الإنجليزية)
- حورية البحر على موقع كينوبويسك (الروسية)
- حورية البحر على موقع ألو سيني (الفرنسية)
- حورية البحر على موقع قاعدة بيانات الفيلم (الإنجليزية)